# Villaudric
Villaudric est une commune française située dans le Sud-Ouest de la France, dans le nord du département de la Haute-Garonne, en région Occitanie. Elle se situe au nord de la Haute-Garonne, à proximité directe de Fronton et de Villemur-sur-Tarn, à une vingtaine de kilomètres au nord de Toulouse.
Sur le plan historique et culturel, la commune est dans le Frontonnais, un pays entre Garonne et Tarn constitué d'une succession de terrasses caillouteuses qui ont donné naissance à de riches terroirs, réputés pour leus vins et leurs fruits. Exposée à un climat océanique altéré, elle est drainée par le ruisseau de Magnanac, le ruisseau de Sayrac et par divers autres petits cours d'eau. La commune possède un patrimoine naturel remarquable composé d'une zone naturelle d'intérêt écologique, faunistique et floristique.
Villaudric est une commune rurale qui compte 1 649 habitants en 2022, après avoir connu une forte hausse de la population depuis 1962. Elle fait partie de l'aire d'attraction de Toulouse. Ses habitants sont appelés les Villaudricains ou  Villaudricaines.
Elle connaît une très forte croissance démographique depuis le début du siècle, notamment grâce à l'influence de la métropole toulousaine. Elle fait d'ailleurs partie de son aire urbaine.
Le patrimoine architectural de la commune comprend deux  immeubles protégés au titre des monuments historiques : une maison, inscrite en 1993, et le château, inscrit en 1995.

## Géographie

### Localisation
1. Carte dynamique
2. Carte Openstreetmap
3. Carte topographique
4. Carte avec les communes environnantes

La commune de Villaudric se trouve dans le département de la Haute-Garonne, en région Occitanie.
Elle se situe à 25 km à vol d'oiseau de Toulouse, préfecture du département, et à 7 km de Villemur-sur-Tarn, bureau centralisateur du canton de Villemur-sur-Tarn dont dépend la commune depuis 2015 pour les élections départementales.
La commune fait en outre partie du bassin de vie de Fronton.
Les communes les plus proches sont : 
Fronton (3,6 km), Bouloc (5,9 km), Villematier (6,2 km), Villeneuve-lès-Bouloc (6,7 km), Nohic (6,8 km), Vacquiers (6,8 km), Villemur-sur-Tarn (7,1 km), Fabas (7,4 km).
Sur le plan historique et culturel, Villaudric fait partie du Frontonnais, un pays entre Garonne et Tarn constitué d'une succession de terrasses caillouteuses qui ont donné naissance à de riches terroirs, réputés pour leus vins et leurs fruits.
La commune de Villaudric est limitrophe de trois communes.
Les communes limitrophes sont Villemur-sur-Tarn, Bouloc et Fronton.
|         |            | Villemur-sur-Tarn |
| Fronton | Villaudric |                   |
|         | Bouloc     |                   |

### Géologie et relief
La superficie de la commune est de 1 216 hectares, son altitude varie de 112 à 156 mètres.

### Hydrographie

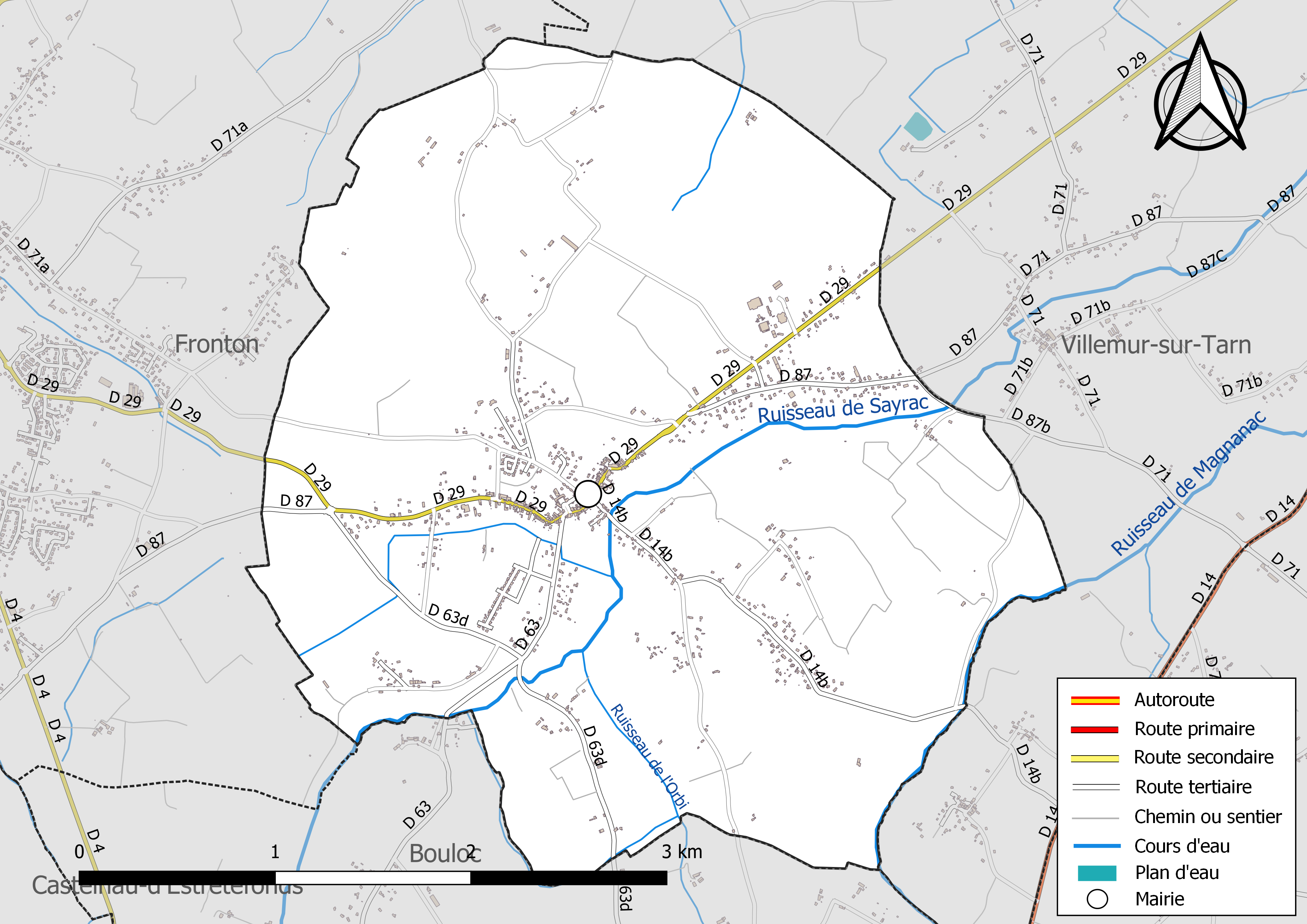
Réseaux hydrographique et routier de Villaudric.

La commune est dans le bassin de la Garonne, au sein du bassin hydrographique Adour-Garonne. Elle est drainée par le ruisseau de Magnanac, le ruisseau de Sayrac, le ruisseau de l'Orbi et par divers petits cours d'eau, constituant un réseau hydrographique de 11 km de longueur totale,.
Le ruisseau de Magnanac, d'une longueur totale de 11,8 km, prend sa source dans la commune de Bouloc et s'écoule vers le nord. Il traverse la commune et se jette dans le Tarn à Villemur-sur-Tarn, après avoir traversé 3 communes.
Le ruisseau de Sayrac, d'une longueur totale de 13,5 km, prend sa source dans la commune de Bouloc et s'écoule vers l'ouest puis se réoriente au nord-est. Il traverse la commune et se jette dans le ruisseau de Magnanac à Villemur-sur-Tarn, après avoir traversé 4 communes.

### Climat
Pour des articles plus généraux, voir Climat de l'Occitanie et Climat de la Haute-Garonne.
En 2010, le climat de la commune est de type climat du Bassin du Sud-Ouest, selon une étude s'appuyant sur une série de données couvrant la période 1971-2000. En 2020, Météo-France publie une typologie des climats de la France métropolitaine dans laquelle la commune est exposée à un climat océanique altéré et est dans la région climatique Aquitaine, Gascogne, caractérisée par une pluviométrie abondante au printemps, modérée en automne, un faible ensoleillement au printemps, un été chaud (19,5 °C), des vents faibles, des brouillards fréquents en automne et en hiver et des orages fréquents en été (15 à 20 jours).
Pour la période 1971-2000, la température annuelle moyenne est de 12,9 °C, avec une amplitude thermique annuelle de 15,6 °C. Le cumul annuel moyen de précipitations est de 722 mm, avec 9,8 jours de précipitations en janvier et 5,8 jours en juillet. Pour la période 1991-2020, la température moyenne annuelle observée sur la station météorologique la plus proche, située sur la commune de Blagnac à 22 km à vol d'oiseau, est de 14,2 °C et le cumul annuel moyen de précipitations est de 627,0 mm,. Pour l'avenir, les paramètres climatiques de la commune estimés pour 2050 selon différents scénarios d'émission de gaz à effet de serre sont consultables sur un site dédié publié par Météo-France en novembre 2022.

### Milieux naturels et biodiversité

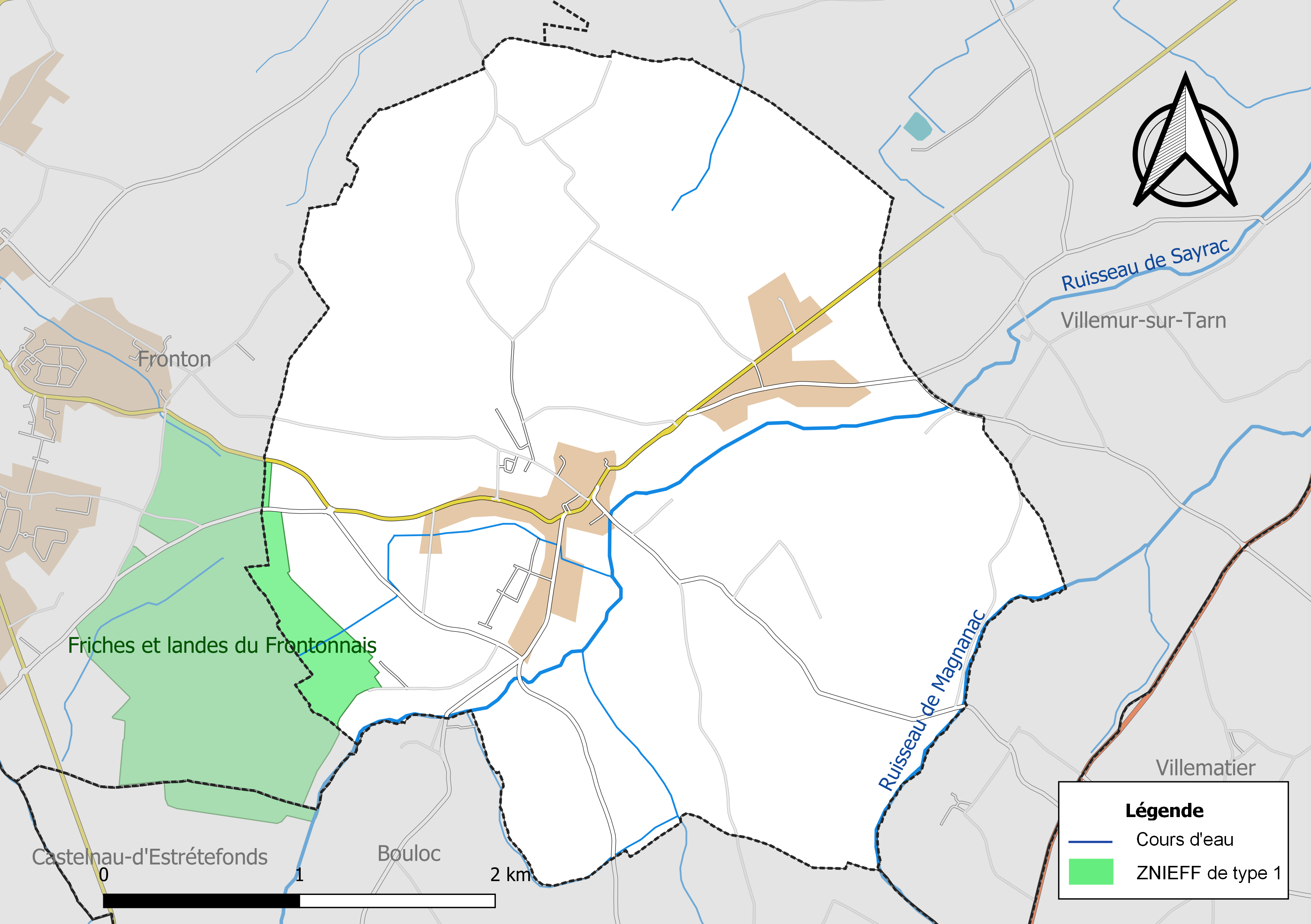
Carte de la ZNIEFF de type 1 localisée sur la commune.

L’inventaire des zones naturelles d'intérêt écologique, faunistique et floristique (ZNIEFF) a pour objectif de réaliser une couverture des zones les plus intéressantes sur le plan écologique, essentiellement dans la perspective d’améliorer la connaissance du patrimoine naturel national et de fournir aux différents décideurs un outil d’aide à la prise en compte de l’environnement dans l’aménagement du territoire.
Une ZNIEFF de type 1 est recensée sur la commune :
les « friches et landes du Frontonnais » (183 ha), couvrant 3 communes du département.

## Urbanisme

### Typologie
Au 1er janvier 2024, Villaudric est catégorisée commune rurale à habitat dispersé, selon la nouvelle grille communale de densité à sept niveaux définie par l'Insee en 2022.
Elle est située hors unité urbaine. Par ailleurs la commune fait partie de l'aire d'attraction de Toulouse, dont elle est une commune de la couronne,. Cette aire, qui regroupe 527 communes, est catégorisée dans les aires de 700 000 habitants ou plus (hors Paris),.

### Occupation des sols
L'occupation des sols de la commune, telle qu'elle ressort de la base de données européenne d’occupation biophysique des sols Corine Land Cover (CLC), est marquée par l'importance des territoires agricoles (81 % en 2018), en diminution par rapport à 1990 (88,8 %). La répartition détaillée en 2018 est la suivante : 
zones agricoles hétérogènes (38,4 %), terres arables (32 %), forêts (11,2 %), cultures permanentes (8,1 %), zones urbanisées (7,8 %), prairies (2,5 %). L'évolution de l’occupation des sols de la commune et de ses infrastructures peut être observée sur les différentes représentations cartographiques du territoire : la carte de Cassini (XVIIIe siècle), la carte d'état-major (1820-1866) et les cartes ou photos aériennes de l'IGN pour la période actuelle (1950 à aujourd'hui).

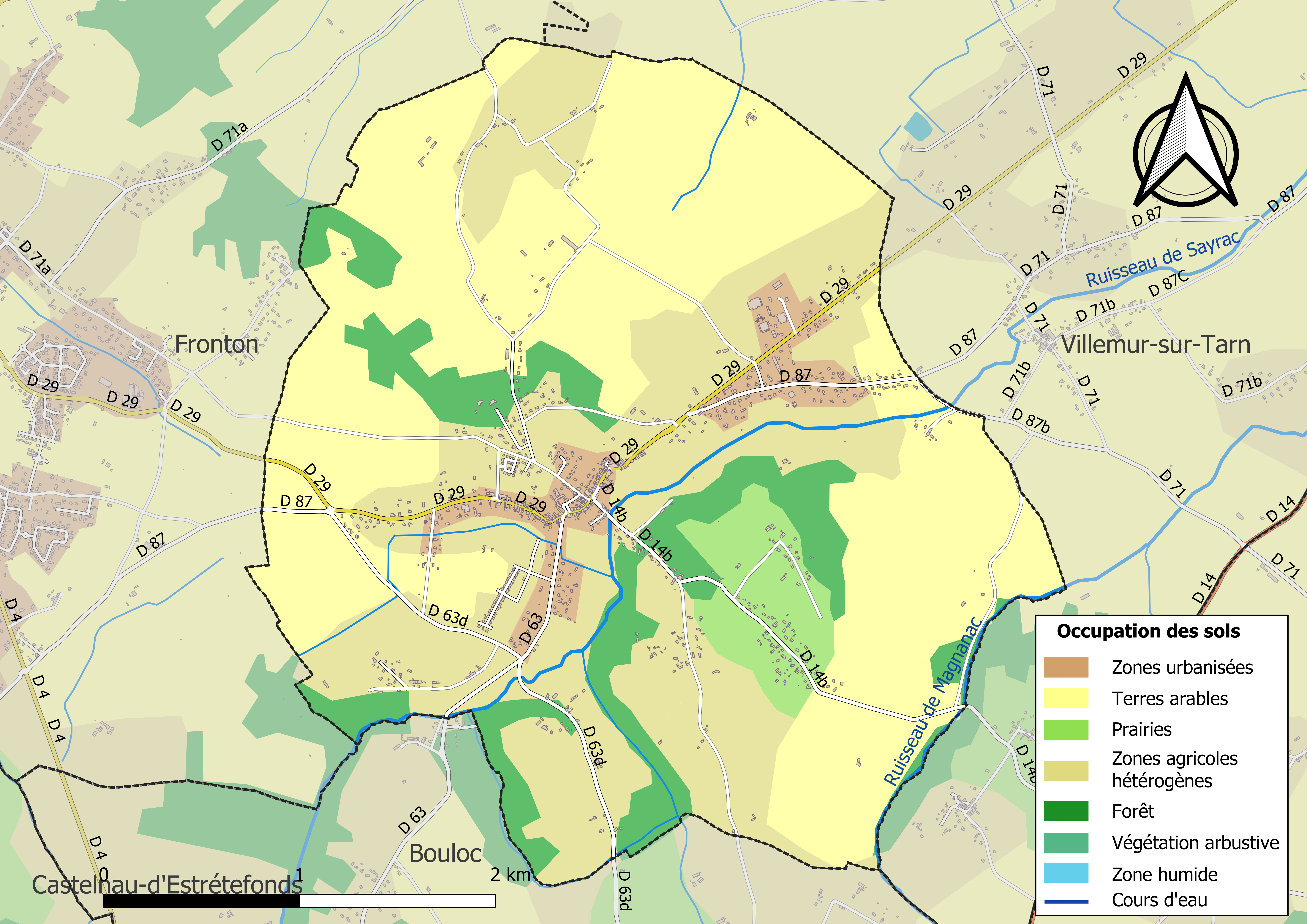
Carte des infrastructures et de l'occupation des sols de la commune en 2018 (CLC).

### Logement
En 2014, le nombre total de logements dans la commune était de 607, alors qu'il était de 548 en 2009.
Parmi ces logements, 92,2 % étaient des résidences principales, 1,9 % des résidences secondaires et 5,9 % des logements vacants. Ces logements étaient pour 95,8 % d'entre eux des maisons et 3,9 % des appartements.
La proportion des résidences principales propriétés de leurs occupants était de 82 %, en baisse par rapport à 2009 (84,1 %). La part des logements HLM loués vides était de 6,1 %, chiffre ayant presque triplé par rapport à 2009 (2,4 %).
Les bâtiments sont presque essentiellement des maisons récentes, dans des lotissements, ou alors des fermes rénovées.

### Voies de communication et transports

#### Voies de communication
La commune est traversée par la route départementale 29, qui relie Laréole à Villemur-sur-Tarn en passant entre autres par Cadours, Grenade et Fronton. Villaudric est également traversé par la route départementale 63, qui relie Bouloc au centre-ville de Villaudric, et par la route départementale 87, qui relie la campagne de Castelnau-d'Estretefonds à la zone industrielle de Pechnauquié à Villemur-sur-Tarn, en passant également par le centre-ville de Villaudric.
Pour des trajets plus longs, la commune est accessible par l'autoroute A62, qui relie Toulouse à Bordeaux, depuis la sortie  10.1 - Eurocentre.

#### Transports
La ligne express Hop!301 du réseau Arc-en-Ciel relie le centre de la commune à la station Borderouge du métro de Toulouse depuis Villemur-sur-Tarn, la ligne 351 relie le centre de la commune à la gare routière de Toulouse depuis Villemur-sur-Tarn, et la ligne 375 relie le centre de la commune au lycée de Fronton depuis Buzet-sur-Tarn.
La commune est située à 10 km de la gare de Castelnau-d'Estretefonds, elle-même située sur la ligne de Bordeaux à Sète.
Enfin, pour des trajets vers des destinations internationales, l'aéroport de Toulouse-Blagnac est situé à 30 km de Villaudric.

### Risques naturels et technologiques
Villaudric étant situé en contrebas de Villemur-sur-Tarn et de la rivière qui traverse la ville, le Tarn, la commune est concernée par un risque d'inondations.
La commune est également concernée par un risque très faible (1/5) de séisme.

## Toponymie
Au haut Moyen Âge, le nom du village est Villa Alderici, la "villa d'Aldéric", "villa" étant dit, bien entendu, pour une exploitation agricole.

## Histoire
Le 20 août 1944, lors du retrait allemand, des exactions font de nombreuses victimes innocentes dans le village.

## Politique et administration

### Tendances politiques et résultats
Villaudric est une commune avec une sensibilité historiquement à gauche, malgré la forte montée de l'extrême droite ces dernières années. Le maire est un élu sans étiquette.
Au premier tour de l'élection présidentielle de 2017, c'est Marine Le Pen avec 26,51 % des voix qui l'avait emporté à Villaudric, suivi par Jean-Luc Mélenchon avec 23,97 % des voix et par Emmanuel Macron avec 22,38 % des voix. Au second tour, c'est Emmanuel Macron qui l'avait emporté avec 59,70 % des voix, contre Marine Le Pen avec 40,30 % des voix.
Au premier tour de l'élection présidentielle de 2012, c'est François Hollande qui l'avait emporté avec 30,33 % des voix, suivi par Marine Le Pen avec 24,35 % des voix et par Nicolas Sarkozy avec 19,05 % des voix. Au second tour, c'est François Hollande qui l'avait emporté face à Nicolas Sarkozy avec 57,55 % des voix.
Au premier tour des élections législatives de 2017, c'est Jean-François Portarrieu (La République En Marche) avec 33,61 % des voix, suivi par Sylvie Espagnolle-Labrune (La France Insoumise) avec 17,05 % des voix et par Julien Leonardelli (Front national) avec 16,23 % des voix. Au second tour, c'est Jean-François Portarrieu qui l'avait emporté avec 65,52 % des voix face à Julien Leonardelli.

### Administration municipale
Le nombre d'habitants au recensement de 2017 étant compris entre 1 500 habitants et 2 499 habitants, le nombre de membres du conseil municipal pour l'élection de 2020 est de dix-neuf,.

### Liste des maires
| Période                                  | Période  | Identité            | Étiquette | Qualité     |
| ---------------------------------------- | -------- | ------------------- | --------- | ----------- |
| 1925                                     | 1935     | Etienne Arnoul      |           |             |
| 1935                                     | 1939     | René Salles         |           |             |
| 1939                                     | 1940     | Etienne Arnoul      |           |             |
| 1940                                     | 1944     | Lucien Jayles       |           |             |
| 1944                                     | 1945     | Jean-Marie Ravary   |           |             |
| 1945                                     | 1947     | Emile Bordes        |           |             |
| 1947                                     | 1953     | Pierre Faure        |           |             |
| 1953                                     | 1959     | Emmanuel Brousse    |           |             |
| 1959                                     | 1961     | Pierre Faure        |           |             |
| 1961                                     | 1965     | Emmanuel Brousse    |           |             |
| 1965                                     | 1982     | Jean-René Chabanon  |           |             |
| 1982                                     | 1989     | Jean Brousse        |           |             |
| 1989                                     | 2008     | Gérard Séguy        | PS        |             |
| 2008                                     | 2020     | Jean-Paul Vassal    | DVG       | Ingénieur   |
| 2020                                     | En cours | Philippe Provendier | SE        | Psychologue |
| Les données manquantes sont à compléter. |          |                     |           |             |

### Rattachements administratifs et électoraux
Villaudric fait partie du canton de Villemur-sur-Tarn. Avant le redécoupage départemental de 2014, Villaudric faisait partie de l'ex-canton de Fronton. Villaudric est également rattaché à l'arrondissement de Toulouse.
La ville fait partie de la cinquième circonscription de la Haute-Garonne, qui englobe le nord-est de la Haute-Garonne jusqu'à une petite partie nord de Toulouse.
Enfin, Villaudric fait partie de la communauté de communes du Frontonnais. L'intercommunalité regroupe des communes situées autour de Fronton.

### Politique environnementale
La collecte et le traitement des déchets des ménages et des déchets assimilés ainsi que la protection et la mise en valeur de l'environnement se font dans le cadre de la communauté de communes du Frontonnais.

## Population et société

### Démographie
| 1793 | 1800 | 1806 | 1821 | 1831 | 1836 | 1841 | 1846 | 1851 |
| ---- | ---- | ---- | ---- | ---- | ---- | ---- | ---- | ---- |
| 650  | 626  | 588  | 626  | 683  | 661  | 691  | 705  | 712  |

| 1856 | 1861 | 1866 | 1872 | 1876 | 1881 | 1886 | 1891 | 1896 |
| ---- | ---- | ---- | ---- | ---- | ---- | ---- | ---- | ---- |
| 664  | 662  | 616  | 630  | 707  | 696  | 708  | 665  | 607  |

| 1901 | 1906 | 1911 | 1921 | 1926 | 1931 | 1936 | 1946 | 1954 |
| ---- | ---- | ---- | ---- | ---- | ---- | ---- | ---- | ---- |
| 596  | 604  | 562  | 528  | 510  | 518  | 506  | 450  | 473  |

| 1962 | 1968 | 1975 | 1982 | 1990 | 1999  | 2005  | 2006  | 2010  |
| ---- | ---- | ---- | ---- | ---- | ----- | ----- | ----- | ----- |
| 453  | 537  | 636  | 722  | 978  | 1 115 | 1 328 | 1 333 | 1 398 |

| 2015  | 2020  | 2022  | - | - | - | - | - | - |
| ----- | ----- | ----- | - | - | - | - | - | - |
| 1 530 | 1 599 | 1 649 | - | - | - | - | - | - |

| selon la population municipale des années : | 1968 | 1975 | 1982 | 1990 | 1999 | 2006 | 2009 | 2013 |
| Rang de la commune dans le département      | 126  | 120  | 129  | 122  | 129  | 127  | 125  | 127  |
| Nombre de communes du département           | 592  | 582  | 586  | 588  | 588  | 588  | 589  | 589  |

### Enseignement
Villaudric fait partie de l'académie de Toulouse.
L'éducation est assurée sur la commune par une école maternelle (les Parpalhols) et une école primaire (Germaine Maître).
Le collège du secteur est le collège Albert Camus de Villemur-sur-Tarn.
Les lycées les plus proches sont :
- Le lycée général Pierre Bourdieu de Fronton, situé à 2,5 km
- Le lycée général et technologique d'Ondes, situé à 13,5 km
- Le lycée privé L'Oustal de Montastruc-la-Conseillère, situé à 19 km
- Le lycée général, technologique et professionnel Antoine Bourdelle de Montauban, situé à 28,5 km

### Santé
Il n'y a plus de médecin sur la commune de Villaudric. Les pharmacies les plus proches sont situées à Fronton et Villemur-sur-Tarn.
Les principaux centres hospitaliers les plus proches sont situés sur Montauban ou Toulouse. Cependant, on compte deux cliniques spécialisées sur Fronton et Bondigoux, ainsi qu'un médecin urgentiste à Saint-Alban.

### Sports
Il existe des sentiers de randonnée sur la commune.

### Médias
Villaudric est couverte par le journal La Dépêche du Midi et son édition locale nord-est de la Haute-Garonne, et par l'édition Toulouse Métropole de France 3 Occitanie.

### Cultes
Il y a une église catholique située en centre-ville de Villaudric.

## Économie

### Revenus
En 2018  (données Insee publiées en septembre 2021), la commune compte 603 ménages fiscaux, regroupant 1 630 personnes. La médiane du revenu disponible par unité de consommation est de 22 280 € (23 140 € dans le département).

### Emploi
|                | 2008  | 2013  | 2018  |
| -------------- | ----- | ----- | ----- |
| Commune        | 6,3 % | 9,5 % | 5,9 % |
| Département    | 7,7 % | 9,6 % | 9,3 % |
| France entière | 8,3 % | 10 %  | 10 %  |

En 2018, la population âgée de 15 à 64 ans s'élève à 972 personnes, parmi lesquelles on compte 79,1 % d'actifs (73,1 % ayant un emploi et 5,9 % de chômeurs) et 20,9 % d'inactifs,. Depuis 2008, le taux de chômage communal (au sens du recensement) des 15-64 ans est inférieur à celui de la France et du département.
La commune fait partie de la couronne de l'aire d'attraction de Toulouse, du fait qu'au moins 15 % des actifs travaillent dans le pôle,. Elle compte 154 emplois en 2018, contre 172 en 2013 et 162 en 2008. Le nombre d'actifs ayant un emploi résidant dans la commune est de 720, soit un indicateur de concentration d'emploi de 21,4 % et un taux d'activité parmi les 15 ans ou plus de 63,4 %.
Sur ces 720 actifs de 15 ans ou plus ayant un emploi, 90 travaillent dans la commune, soit 13 % des habitants. Pour se rendre au travail, 89,7 % des habitants utilisent un véhicule personnel ou de fonction à quatre roues, 3,3 % les transports en commun, 3,6 % s'y rendent en deux-roues, à vélo ou à pied et 3,4 % n'ont pas besoin de transport (travail au domicile).

### Activités hors agriculture

#### Secteurs d'activités
120 établissements sont implantés  à Villaudric au 31 décembre 2019. Le tableau ci-dessous en détaille le nombre par secteur d'activité et compare les ratios avec ceux du département,.
| Secteur d'activité                                                                                        | Commune | Commune | Département |
| Secteur d'activité                                                                                        | Nombre  | %       | %           |
| --- | ------- | ------- | ----------- |
| Ensemble                                                                                                  | 120     | 100 %   | (100 %)     |
| Industrie manufacturière, industries extractives et autres                                                | 11      | 9,2 %   | (5,7 %)     |
| Construction                                                                                              | 31      | 25,8 %  | (12 %)      |
| Commerce de gros et de détail, transports, hébergement et restauration                                    | 22      | 18,3 %  | (25,9 %)    |
| Information et communication                                                                              | 2       | 1,7 %   | (4,1 %)     |
| Activités financières et d'assurance                                                                      | 2       | 1,7 %   | (3,8 %)     |
| Activités immobilières                                                                                    | 5       | 4,2 %   | (4,2 %)     |
| Activités spécialisées, scientifiques et techniques et activités de services administratifs et de soutien | 22      | 18,3 %  | (19,8 %)    |
| Administration publique, enseignement, santé humaine et action sociale                                    | 16      | 13,3 %  | (16,6 %)    |
| Autres activités de services                                                                              | 9       | 7,5 %   | (7,9 %)     |

Le secteur de la construction est prépondérant sur la commune puisqu'il représente 25,8 % du nombre total d'établissements de la commune (31 sur les 120 entreprises implantées  à Villaudric), contre 12 % au niveau départemental.

#### Entreprises et commerces
Les cinq entreprises ayant leur siège social sur le territoire communal qui génèrent le plus de chiffre d'affaires en 2020 sont : 
- Interieur D'aujourd'hui, commerce de détail de meubles (374 k€)
- L'ebenisterie 108, travaux de menuiserie bois et PVC (290 k€)
- Garnung Patrick Services - GPS, ingénierie, études techniques (54 k€)
- Tapis Location, location de terrains et d'autres biens immobiliers (33 k€)
- Epso Bat, travaux de peinture et vitrerie (29 k€)

### Agriculture
La commune est dans le Lauragais, une petite région agricole occupant le nord-est du département de la Haute-Garonne, dont les coteaux portent des grandes cultures en sec avec une dominante blé dur et tournesol. En 2020, l'orientation technico-économique de l'agriculture  sur la commune est la polyculture et/ou le polyélevage.
|               | 1988 | 2000 | 2010 | 2020 |
| ------------- | ---- | ---- | ---- | ---- |
| Exploitations | 31   | 20   | 13   | 19   |
| SAU (ha)      | 660  | 480  | 470  | 477  |

Le nombre d'exploitations agricoles en activité et ayant leur siège dans la commune est passé de 31 lors du recensement agricole de 1988  à 20 en 2000 puis à 13 en 2010 et enfin à 19 en 2020, soit une baisse de 39 % en 32 ans. Le même mouvement est observé à l'échelle du département qui a perdu pendant cette période 57 % de ses exploitations,. La surface agricole utilisée sur la commune a également diminué, passant de 660 ha en 1988 à 477 ha en 2020. Parallèlement la surface agricole utilisée moyenne par exploitation a augmenté, passant de 21 à 25 ha.

## Culture locale et patrimoine

### Lieux et monuments
- Caves médiévales et le château de Villaudric du XVIIe siècle.
- Il y a également une médiathèque, une salle des fêtes et un théâtre.
- L'église Saint-Julien.

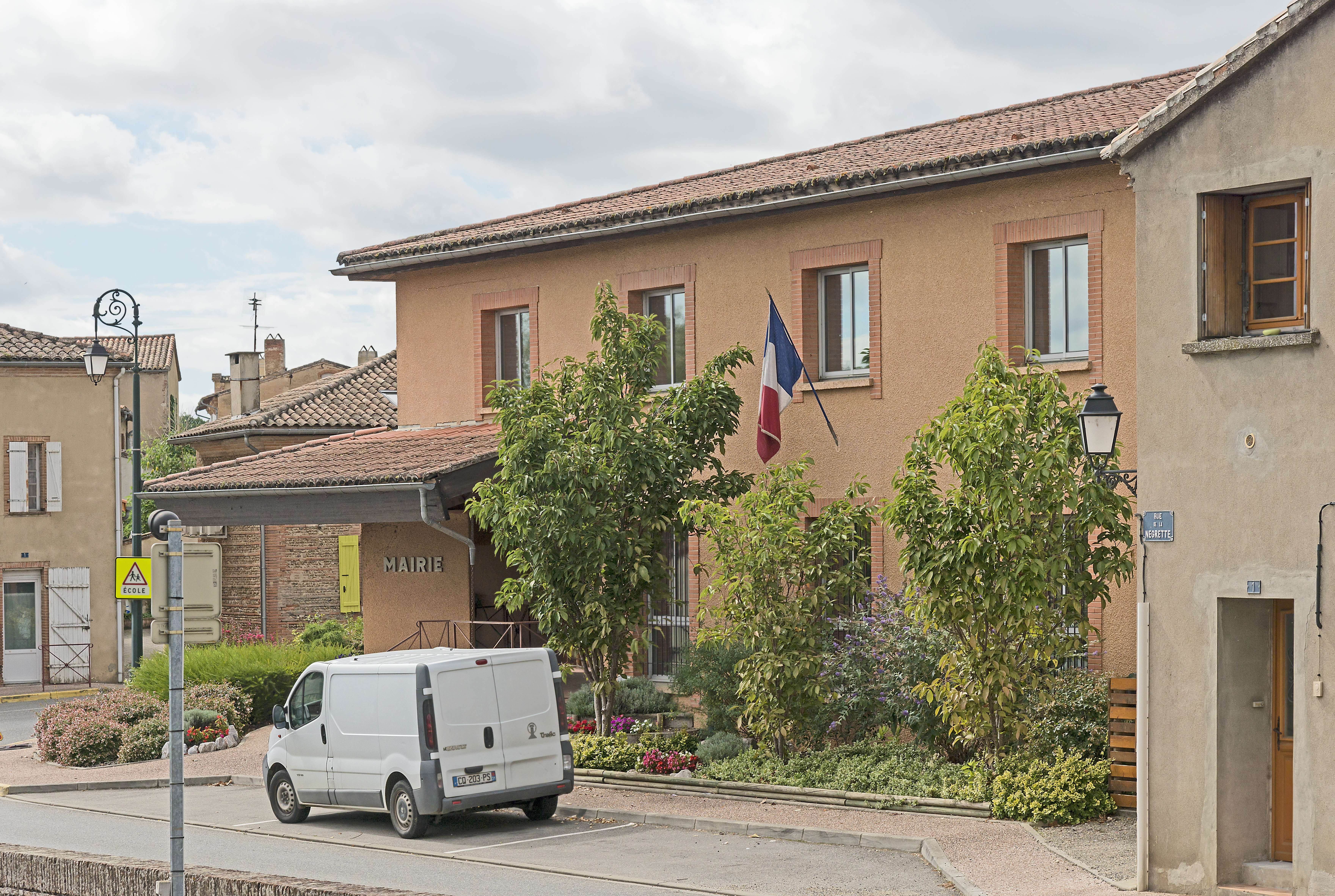
La mairie.
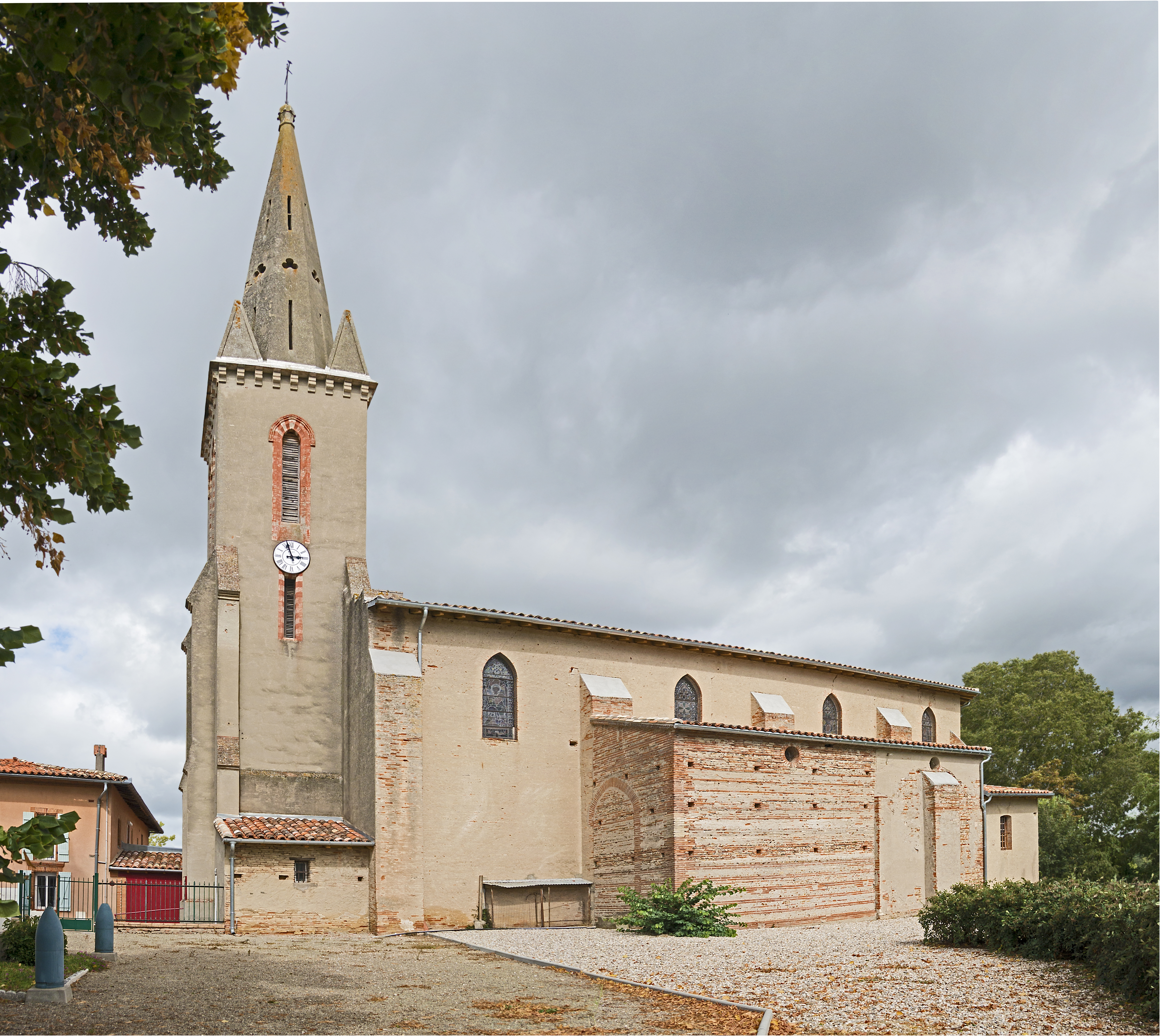
L'église.

### Personnalités liées à la commune
- Famille Séguier

### Héraldique
| Blason | Blasonnement : Écartelé : au 1er d'or à la Vierge à l'Enfant de sable, vêtus d'argent, au 2e d'azur à la pêche feuillée de deux pièces au naturel, au 3e d'azur au coq hardi d'argent crêté et barbé de gueules, au 4e d'or à la grappe de raisin de sable feuillée de sinople. Commentaires : Le blason officiel comporte quatre tours avec nom de Villaudric placé au-dessus du blason décrit. |

## Pour approfondir